# Alagón (Zaragoza)
Alagón es un municipio y localidad española de la provincia de Zaragoza, en la comunidad autónoma de Aragón. Es la cabecera de la comarca de la Ribera Alta del Ebro y forma parte del área metropolitana de Zaragoza. El término municipal tiene una población de 7450 habitantes (INE 2024).

## Geografía
Integrado en la comarca de Ribera Alta del Ebro, de la que ejerce de capital, se sitúa a 26 km del centro de Zaragoza. El término municipal está atravesado por la Autopista Vasco-Aragonesa (AP-68) y por la autovía A-68, además de por la carretera autonómica A-126, que se dirige hacia Tauste, y por una carretera local que permite la comunicación con Cabañas de Ebro. 
El relieve del municipio está definido por el valle del Ebro, el cual se ensancha en el territorio para recibir por su margen derecha las aguas procedentes del río Jalón, ya en Torres de Berrellén. Es por eso que Alagón cuenta con una extensa vega en la que abundan los regadíos. El casco antiguo de la localidad se encuentra situado sobre una suave colina en el interfluvio Ebro-Jalón protegiéndose así de las crecidas de estos ríos. En la margen izquierda del Ebro, en el límite norte del municipio, encontramos un escarpe que da paso a los montes de El Castellar que se caracterizan por una vegetación xerófila adaptada a condiciones de sequedad. La altitud oscila entre los 246 m al sur y los 215 m a orillas del Ebro. El casco urbano se alza a 235 m sobre el nivel del mar. 
| Noroeste: Cabañas de Ebro | Norte: Torres de Berrellén | Noreste: Torres de Berrellén          |
| Oeste: Figueruelas        |                            | Este: Torres de Berrellén y La Joyosa |
| Suroeste: Grisén          | Sur: Bárboles y Zaragoza   | Sureste: Pinseque y Zaragoza          |

### Hidrografía
Por el término municipal de Alagón encontramos dos ríos. El principal es el río Ebro que discurre en dirección este-oeste y que tiene un trazado meandriforme en las zonas próximas a la localidad. El segundo curso fluvial es el río Jalón afluente del Ebro y de menor caudal que viene desde el sur para desembocar en el Ebro en la vecina localidad de Torres de Berrellén. Además de estos dos ríos a unos 4 km de la localidad también discurre el Canal Imperial de Aragón creado en el siglo XVIII. Este canal atraviesa el río Jalón por encima gracias a la construcción del acueducto del Jalón. Todos estos cursos de agua introducen a Alagón en el interior de un triángulo de manera que para acceder a la localidad desde cualquier punto hay que atravesar alguno de estos cursos de agua.

### Clima
Alagón tiene un clima mediterráneo continental semiárido que es común a toda la zona media de la depresión del Ebro. Este clima se caracteriza por inviernos frescos en los que son frecuentes las heladas y situaciones de niebla en diciembre y enero. Estas nieblas de irradiación se crean en el valle alimentándose de la humedad de los ríos y pueden ser muy persistentes ocultando el sol durante varios días y haciendo descender la temperatura, en ocasiones, esta humedad se condensa sobre las plantas dando lugar a cristales de hielo y escarcha.

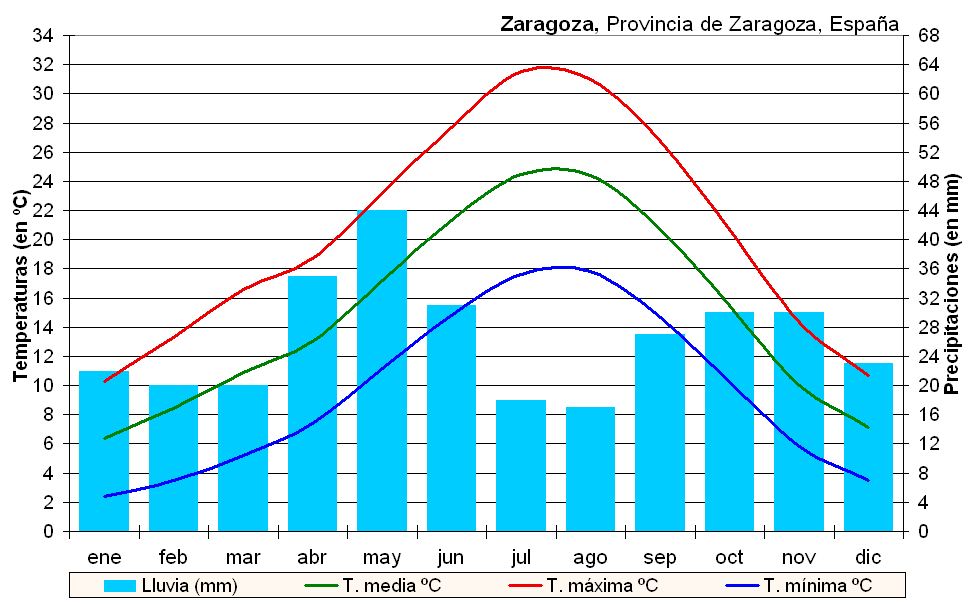
Climograma de Zaragoza (Aeropuerto)

Las precipitaciones en invierno son escasas y rara vez se producen en forma de nieve. En primavera con el aumento de las temperaturas aumentan las lluvias que en ocasiones son en forma de tormenta. Los veranos son cálidos y secos superando frecuentemente los 35 °C e incluso rozando los 40 °C algunos días. En otoño las temperaturas descienden y aumentan las precipitaciones siendo algo menos abundantes que en primavera.
En resumen la temperatura varía mucho a lo largo del año, las precipitaciones son escasas ya que se trata de un espacio semiárido y los vientos son frecuentes sobre todo el Cierzo muy típico en invierno y principios de primavera y que hace disminuir la sensación térmica dando lugar a contrastes todavía más marcados entre estaciones.
| 1971-2000               | ene  | feb  | mar  | abr  | may  | jun  | jul  | ago  | sep  | oct  | nov  | dic  | Total |
| ----------------------- | ---- | ---- | ---- | ---- | ---- | ---- | ---- | ---- | ---- | ---- | ---- | ---- | ----- |
| Temperatura máxima (°C) | 10,3 | 13,3 | 16,6 | 18,7 | 23,2 | 27,7 | 31,5 | 31,0 | 26,7 | 20,7 | 14,3 | 10,7 | 20,4  |
| Temperatura mínima (°C) | 2,4  | 3,5  | 5,2  | 7,4  | 11,2 | 14,8 | 17,6 | 17,8 | 14,7 | 10,3 | 5,8  | 3,5  | 9,5   |
| Precipitaciones (mm)    | 22   | 20   | 20   | 35   | 44   | 31   | 18   | 17   | 27   | 30   | 30   | 23   | 318   |

## Historia

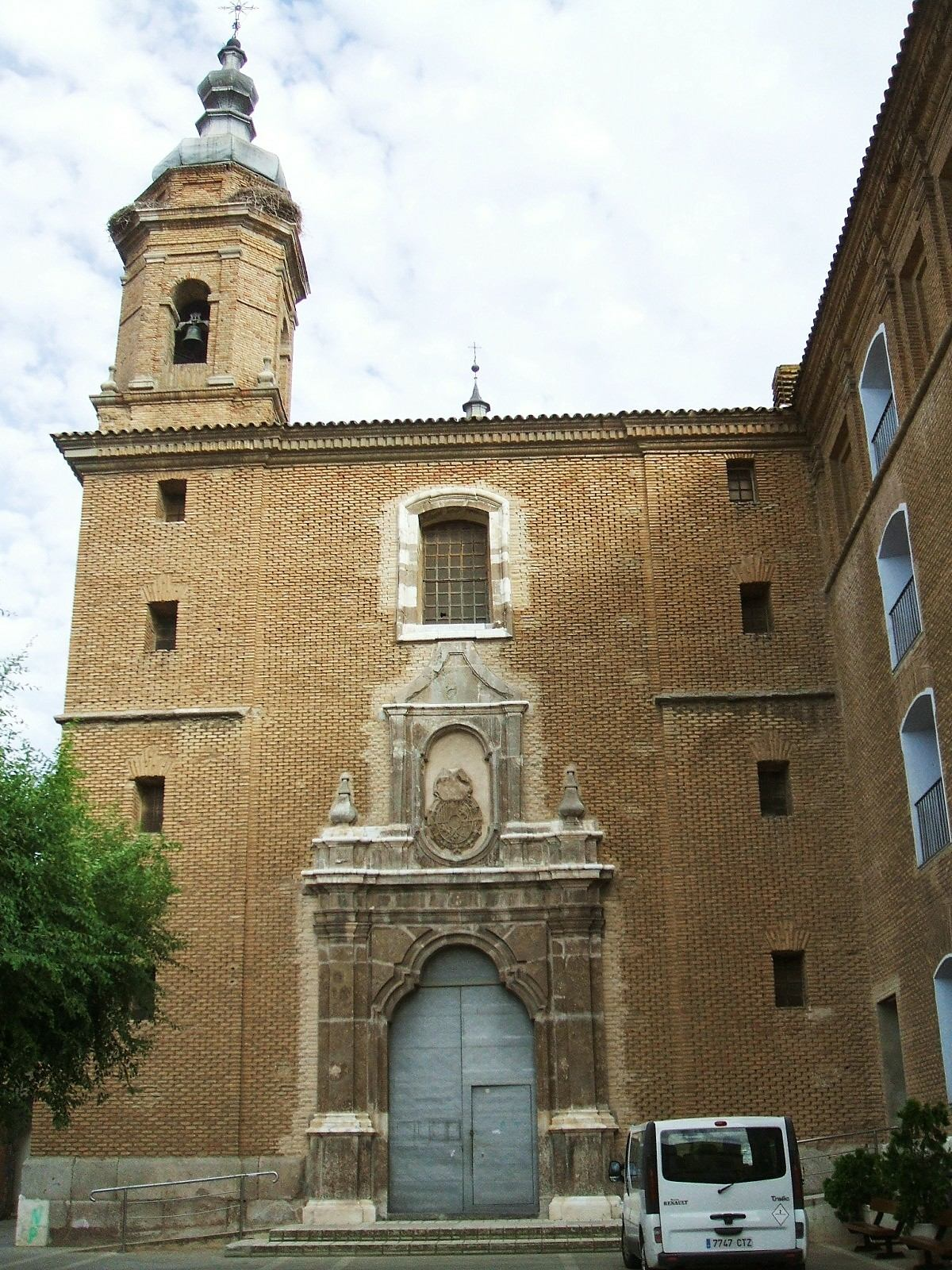
Iglesia de San Antonio de Padua

En torno a la plaza del Castillo se ubicó el más antiguo asentamiento humano conocido, la ciudad ibérica de Alaun. Era la más oriental de las ciudades vasconas y acuñó moneda con inscripciones en alfabeto íbero. Sus habitantes ya conocían la agricultura de regadío, como se desprende del bronce de Contrebia, que con fecha de 15 de mayo del año 87 antes de Cristo, relata un pleito entre los habitantes de Alaun y Salduie (Zaragoza) motivado por el trazado de una acequia por terrenos comprados a los sosinestranos.

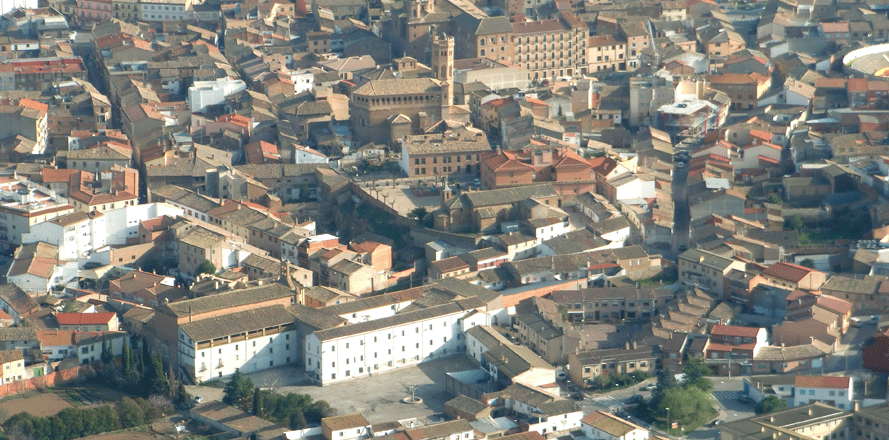
Vista aérea del casco histórico

En la actualidad aquella antigua acequia sigue en funcionamiento, hoy llamada de la Almozara, siendo probablemente una de las más antiguas de España.
Con el nombre de Allabone, durante el período romano era una de las mansiones de la vía que por Turiaso (Tarazona) se dirigía a Asturica Augusta (Astorga) procedente de Caesaraugusta (Zaragoza).
En el año 714, el islam llega al Valle del Ebro, siendo Alagón población importante de la Marca Superior de al-Ándalus (Tagr al-Al'a), de la cual Zaragoza (Madinat Saraqusta) era su capital. En su castillo durmió el 14 de octubre de 935 el califa Abderramán III. De este período, que acaba en 1118 con la conquista cristiana de Alfonso I, se conservan parte de sus murallas, el alminar de su mezquita –hoy campanario de San Pedro– y abundante toponimia como la plaza de la Alhóndiga, donde se situaba la posada o "funduq" y el barrio de La Jarea (As-Sari´a), lugar extramuros en donde se reunía todo el pueblo en ciertas festividades.

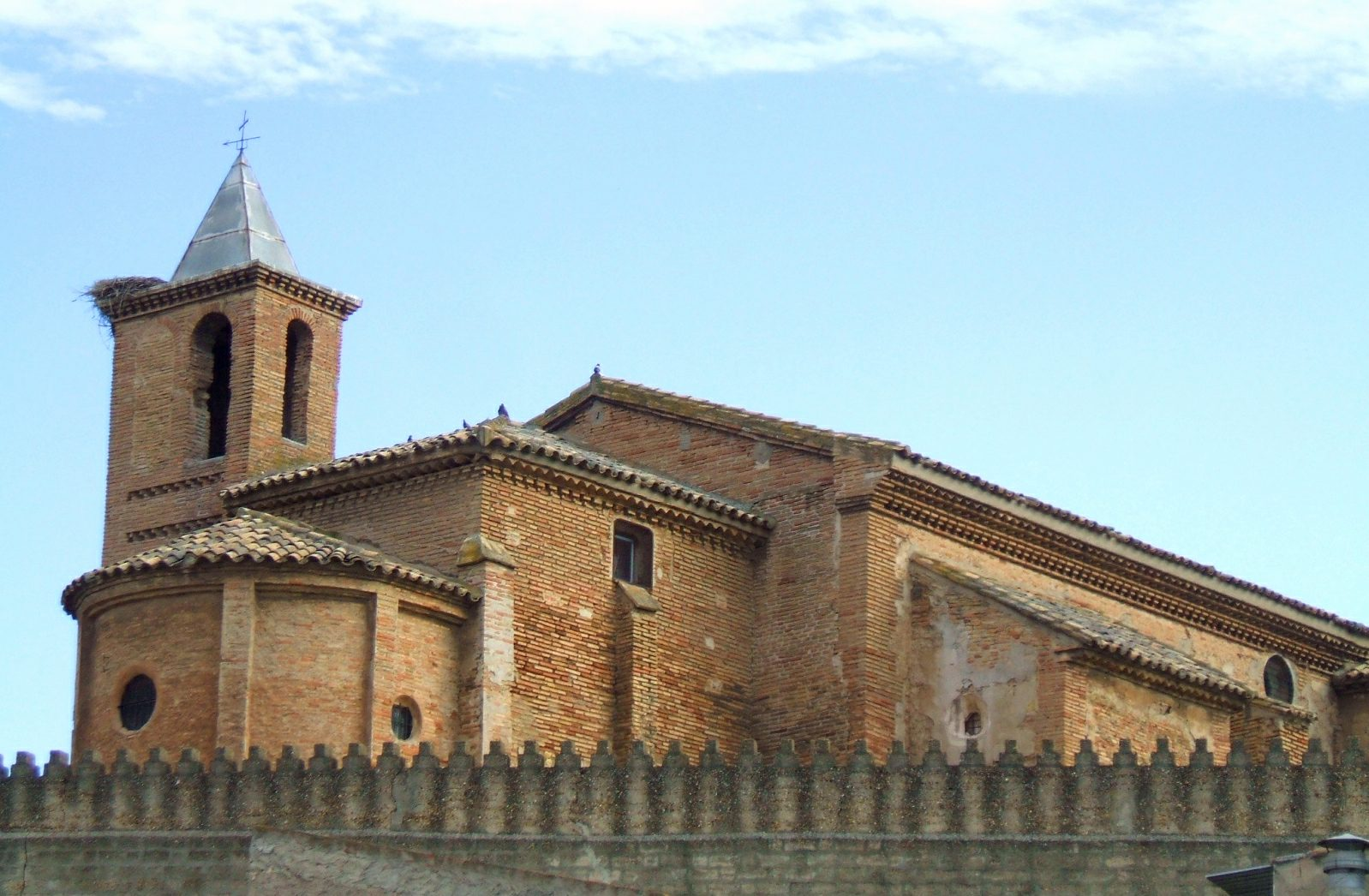
Iglesia de Nuestra Señora del Castillo

A lo largo de la Edad Media, Alagón, en donde se celebraron Cortes Aragonesas, fue centro cristiano de una comarca con mayoría de población mudéjar dedicada a la agricultura. Junto a los cristianos había en Alagón una importante aljama judía, ubicada en torno a la replaceta Virto.
A partir del siglo XVI, el caserío se extiende hacia el noreste en torno a la calle Mayor y la plaza Nueva (hoy de España), englobando barrios preexistentes como el de San Juan. En el siglo XVIII, los jesuitas edifican un colegio, dedicado a San Antonio, en el solar de la antigua Judería. A fines de siglo, el Canal Imperial de Aragón salva en Alagón el mayor escollo que tenía para llegar a Zaragoza, construyéndose un magnífico acueducto sobre el río Jalón, popularmente conocido como El Caracol.

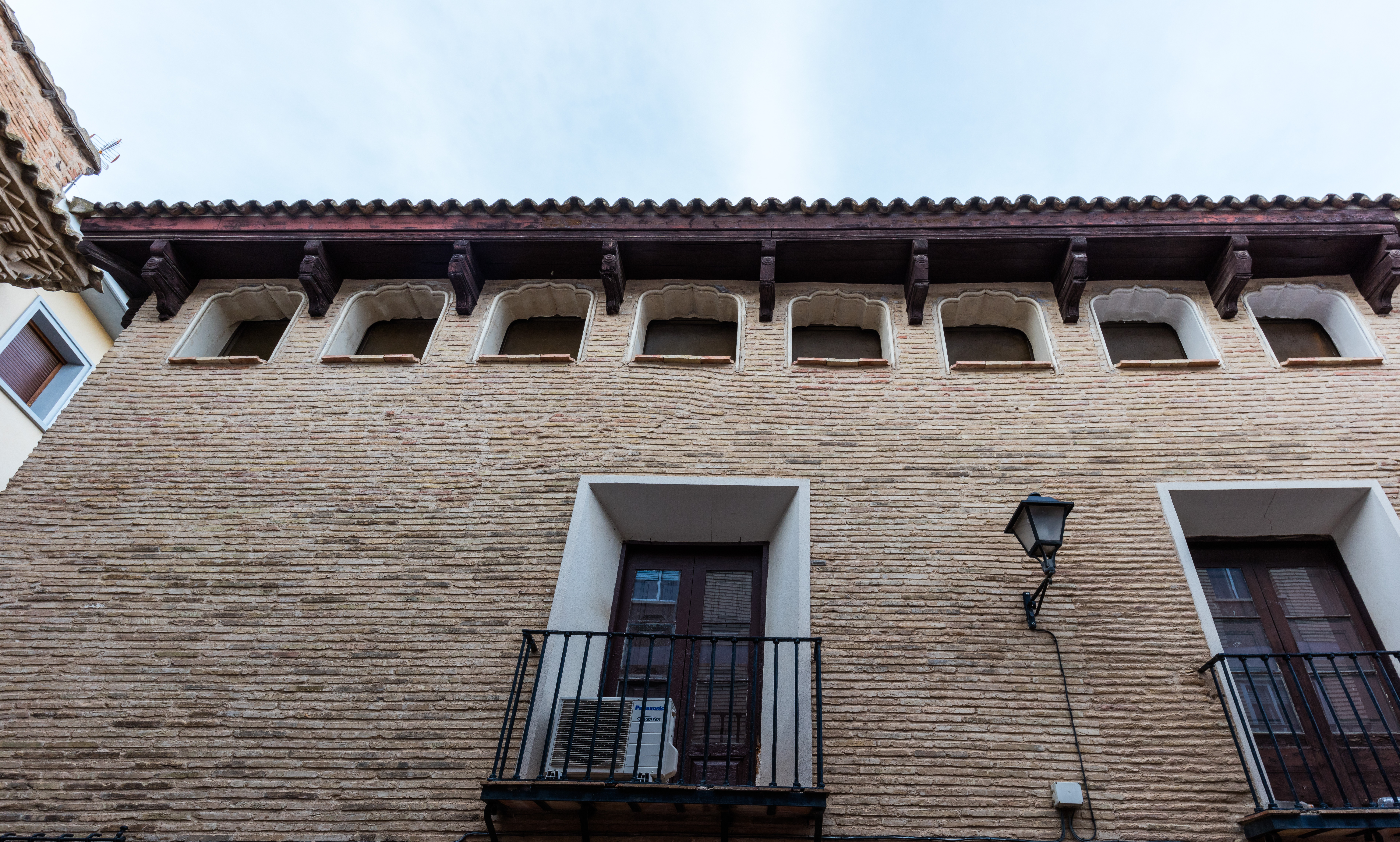
Inmueble en la calle Jota Aragonesa 3 y 5, uno de los 3 BICs de Alagón

En 1808 tuvo lugar en la localidad una batalla entre los ejércitos franceses y españoles justo antes de que los primeros iniciasen el cerco de la capital y dieran comienzo los sitios de Zaragoza.
Finalmente, el siglo XX supone para Alagón el nacimiento de actividades industriales que se añaden a las tradicionales agrícola y comercial, instalándose en 1905 la Azucarera y por último, en 1980, Opel España en la vecina localidad de Figueruelas.

## Demografía
Alagón cuenta con una población de 7450 habitantes (INE 2024).
| Gráfica de evolución demográfica de Alagón entre 1842 y 2021                                                        |
| |
| Población de derecho según los censos de población del INE Población de hecho según los censos de población del INE |

Es el municipio más poblado de la Ribera Alta del Ebro, comarca de la cual es capital. Su población aumentó considerablemente en los años previos a 2008 por la inmigración y por la población procedente de Zaragoza acentuando el carácter metropolitano del municipio. Los habitantes procedentes de la capital aragonesa buscan en Alagón una vivienda más amplia y barata así como una mayor tranquilidad y una mejor calidad ambiental.

### Transporte
Alagón se encuentra en un nodo de comunicaciones tanto por carretera como por ferrocarril. Las principales vías de comunicación que enlazan nuestro municipio por carretera son la autopista Vasco-Aragonesa AP-68, la autovía del Ebro A-68 (antigua carretera de Logroño N-232) y la carretera a Tauste A-126. El tiempo en llegar desde Alagón por cualquiera de las carreteras que lo conectan con Zaragoza no excede de 20 minutos. Desde Alagón también podemos acceder a Zaragoza en autobús. Los autobuses gestionados por la compañía Agreda Automóvil utilizan la A-68 para ir a Zaragoza y tardan entre 25 y 35 minutos dependiendo de las paradas que realicen. Estos autobuses no tienen una frecuencia establecida por lo que hay que consultar previamente los horarios.
Por ferrocarril encontramos la línea Zaragoza-Alsasua en cuyo trazado se asienta la estación de Alagón y también encontramos la línea Madrid-Barcelona así como un by-pass entre estas dos. Desde la estación los trenes de Media Distancia ofrecen servicios directos a ciudades como Zaragoza, Tudela, Pamplona y Logroño. El tiempo de trayecto en tren hasta la estación de Zaragoza-Delicias es de unos 20 minutos. Desde el día 4 de abril estos trenes de Media Distancia amplían su recorrido desde la estación de Zaragoza-Delicias hasta la estación de Miraflores con paradas en la estación de Zaragoza-Portillo y la más céntrica con conexión con el tranvía de Zaragoza, la estación de Zaragoza-Goya, haciendo paradas en todas las estaciones del núcleo de cercanías Zaragoza.

## Economía
Su economía se basa en el cultivo de hortalizas, frutas, y cereales (trigo y maíz) y la fábrica de Opel situada en Figueruelas.
La comarca de la Ribera Alta del Ebro tiene su sede administrativa en Alagón.

## Símbolos
En la parte superior se hallan las barras aragonesas que simbolizan la pertenencia de Alagón al antiguo reino de Aragón, el ser villa principal y que participaba con un representante en las cortes medievales, facultad que no todas las villas poseían. En la zona inferior figura un castillo que representa la toma del castillo a los musulmanes, efectuada por Alfonso I el Batallador, que conquistó Alagón el 8 de septiembre de 1119. Por último, el timbre que corona el escudo es la diadema real, simbolizando la villa de realengo que Alagón siempre ha sido, así como su pertenencia al reino de España.

## Administración y política
| Periodo   | Nombre                        | Partido | Partido                                            |
| --------- | ----------------------------- | ------- | -------------------------------------------------- |
| 1979-1983 | Fernando Alvo Aguado          |         | Independiente                                      |
| 1983-1991 | Rogelio Castillo Lahoz        |         | Partido de los Socialistas de Aragón (PSOE-Aragón) |
| 1991-2000 | Rogelio Castillo Lahoz        |         | Partido Aragonés (PAR)                             |
| 2000-2003 | Mª Paz Latorre Domínguez      |         | Partido Aragonés (PAR)                             |
| 2003-2019 | José María Becerril Gutiérrez |         | Partido de los Socialistas de Aragón (PSOE-Aragón) |
| 2019-2023 | Pascual José Embid Bolea      |         | Partido de los Socialistas de Aragón (PSOE-Aragón) |
| 2023-2027 | Jesús Gustrán Villa           |         | Apuesta por Alagón                                 |

| Partido político    | Partido político                                       | 1979   | 1983   | 1987   | 1991   | 1995   | 1999   | 2003   | 2007   | 2011   | 2015   | 2019   | 2023   |
| Partido político    | Partido político                                       | Ediles | Ediles | Ediles | Ediles | Ediles | Ediles | Ediles | Ediles | Ediles | Ediles | Ediles | Ediles |
|                     | Independientes                                         | 6      | —      | —      | —      | —      | —      | 4      | —      | —      | —      | —      | —      |
|                     | Unidad de la Izquierda                                 | 2      | —      | —      | —      | —      | —      | —      | —      | —      | —      | —      | —      |
|                     | Partido de los Socialistas de Aragón (PSOE-Aragón)     | —      | 7      | 10     | 3      | 4      | 5      | 5      | 7      | 6      | 5      | 6      | 5      |
|                     | Partido Aragonés (PAR)                                 | —      | 4      | —      | 9      | 7      | 6      | 1      | 4      | 4      | 3      | —      | —      |
|                     | Partido Comunista de España (PCE)-Izquierda Unida (IU) | 3      | 1      | 1      | 1      | 1      | 1      | 1      | 1      | 1      | —      | —      | —      |
|                     | Centro Democrático y Social (CDS)                      | —      | 0      | 1      | —      | —      | —      | —      | —      | —      | —      | —      | —      |
|                     | Alianza Popular (AP)-Partido Popular de Aragón (PP)    | —      | —      | 1      | —      | 1      | 1      | 1      | 1      | 1      | 1      | 0      | 3      |
|                     | Chunta Aragonesista (CHA)                              | —      | —      | —      | —      | —      | —      | 1      | 0      | 1      | 1      | 0      | 0      |
|                     | Candidatura Ciudadana de Alagón (CCA)                  | —      | —      | —      | —      | —      | —      | —      | —      | —      | 2      | —      | —      |
|                     | Aragón Sí Puede                                        | —      | —      | —      | —      | —      | —      | —      | —      | —      | 1      | —      | —      |
|                     | Apuesta por Alagón                                     | —      | —      | —      | —      | —      | —      | —      | —      | —      | —      | 5      | 4      |
|                     | Alagón en Común                                        | —      | —      | —      | —      | —      | —      | —      | —      | —      | —      | 2      | 1      |
|                     | Ciudadanos (CS)                                        | —      | —      | —      | —      | —      | —      | —      | —      | —      | —      | 0      | —      |
|                     | Plataforma Aragonesa Ñ (PAÑ)                           | —      | —      | —      | —      | —      | —      | —      | —      | —      | —      | 0      | —      |
|                     | Vox                                                    | —      | —      | —      | —      | —      | —      | —      | —      | —      | —      | —      | 0      |
| Total de concejales | Total de concejales                                    | 11     | 13     | 13     | 13     | 13     | 13     | 13     | 13     | 13     | 13     | 13     | 13     |

## Monumentos y lugares de interés

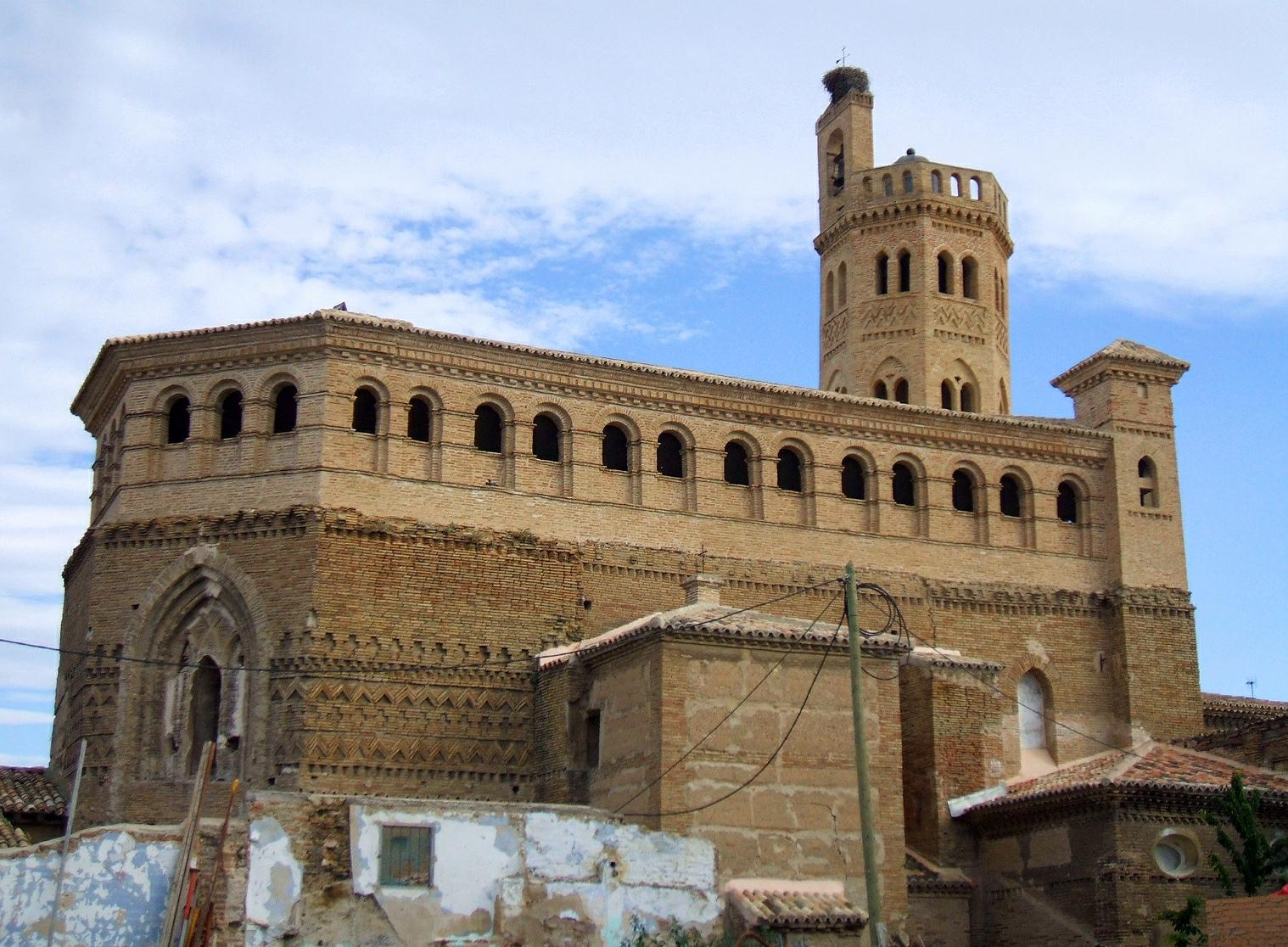
Iglesia parroquial de San Pedro Apóstol

### Iglesia de San Antonio de Paduay Museo de Arte Contemporáneo Hispano-Mexicano
Antiguo Colegio de la Compañía de Jesús, edificio barroco-rococó del siglo XVIII.

### Iglesia de San Juan Bautista
Antiguo Convento de los Agustinos Descalzos, hoy regentado por los Padres Claretianos. Está ubicado en la Plaza de San Juan.

### Azucarera Nuestra Señora de las Mercedes

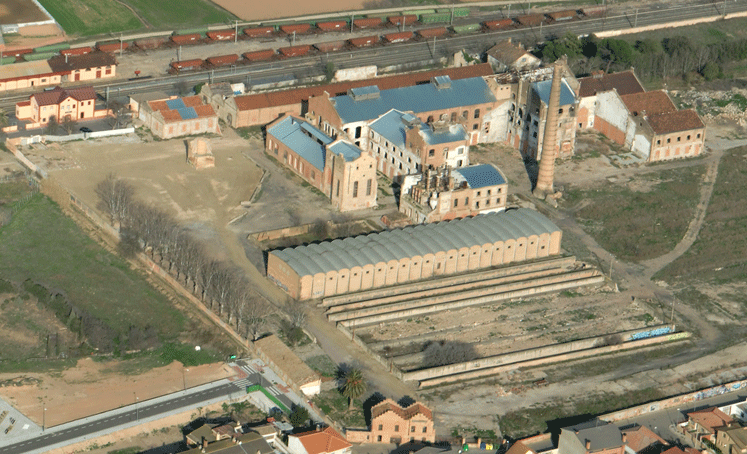
Azucarera. Bien Catalogado del Patrimonio Cultural Aragonés. Al fondo, estación de F.C.

La fábrica azucarera de Alagón se inauguró en 1900 y fue una de las primeras azucareras aragonesas que se levantaron del campo aragonés por la remolacha azucarera y la proliferación de este tipo de factorías. La elección de su emplazamiento respondía a una serie de requisitos: la fertilidad de su vega, la abundancia de agua y la existencia de una estación de ferrocarril.
Esta azucarera se integró en el año 1903 en la Sociedad General Azucarera y mantuvo su producción hasta 1975, pasando desde ese año hasta 1993 a funcionar únicamente como planta de estuchado. Además de la planta destinada al tratamiento de la remolacha para su conversión en azúcar, la fábrica de Alagón contaba con una refinería y con una sección de envasado tanto en sacos de varios kilos como estuchado de terrones y sobres. Su maquinaria era de procedencia extranjera, principalmente alemana y austriaca, alcanzando, en los años veinte, una capacidad de molienda de 1000 toneladas de día. Además, a partir de la campaña de 1921-1922 la Azucarera de Alagón recibía de la de Gallur el jugo que ésta extraía de la remolacha, por lo que la producción de azúcar era, si cabe, todavía mayor.
Declarado el 19 de abril de 2007 "Bien Catalogado del Patrimonio Cultural Aragonés", este conjunto de arquitectura industrial es, sin duda, uno de los más interesantes de Aragón. La mayor parte de los edificios conservados fueron construidos a comienzos del siglo XX, aunque también hay edificios de los años treinta e incluso de los años sesenta correspondientes a diversas ampliaciones de la planta. Dentro del conjunto no todos los edificios tienen la misma importancia en el proceso industrial ni el mismo interés patrimonial como representantes de la arquitectura industrial aragonesa. Recientemente se demolieron todos los edificios no protegidos y se han consolidado los catalogados para evitar su ruina hasta que se rehabiliten con los nuevos usos proyectados, viviendas protegidas y equipamientos públicos.

## Hermanamientos
- Sax (España)
- Saint Jean de Verges (Francia)
- Alagón del Río (España)
- Villasor (Italia)